# Leonardo da Vinci (1960)
El Leonardo da Vinci fue un transatlántico italiano construido en 1960 por los astilleros Ansaldo, para la empresa naviera conocida como Italian Line, como reemplazo del Andrea Doria, perdido en 1956. Fue utilizado inicialmente en el servicio del Atlántico Norte junto al Cristoforo Colombo, y posteriormente en cruceros turísticos tras la entrega de los nuevos Michelangelo y Raffaello en 1965. En 1976, se convirtió en el último buque de pasajeros de la Italian Line en ser utilizado en el servicio del Atlántico Norte. Entre 1977 y 1978 fue utilizado para cruceros por Italia Crociere, permaneciendo inactivo a partir de 1978 hasta 1982, cuando fue desguazado. 
Tomaba el nombre del famoso y polifacético sabio renacentista Leonardo da Vinci. El buque contaba con numerosas innovaciones tecnológicas, incluidas las disposiciones para la conversión de su propulsión con energía nuclear.

## Concepto y construcción

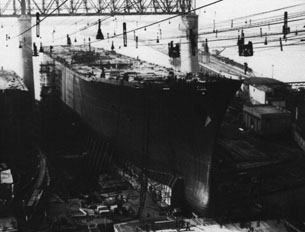
Botadura del Leonardo da Vinci,

La línea italiana había perdido la mayor parte de sus barcos de pasajeros durante la Segunda Guerra Mundial, incluyendo a los prestigiosos Rex y Conte di Savoia, y todos los barcos que sobrevivieron a la guerra databan de los años 1920. En 1949 la empresa recibió subvenciones del gobierno italiano para la construcción de dos nuevos barcos de aproximadamente 30.000 toneladas de registro bruto para el servicio transatlántico a Nueva York. Estos fueron entregados en 1953 y 1954 respectivamente, y bautizados como Andrea Doria y Cristoforo Colombo, respectivamente. Esto significó el restablecimiento italiano en el servicio transatlántico con los mejores barcos para la línea  Mediterráneo - Nueva York. Sin embargo, el Andrea Doria se hundió después de solo tres años de servicio el 25 de julio de 1956, cuando colisionó con el barco de bandera sueca MS Stockolm, dejando a la línea italiana en la necesidad de un segundo buque en el servicio del Atlántico Norte.
A raíz del naufragio del Andrea Doria, la junta directiva de la Italian Line se dividió en tres grupos: un grupo participó en las audiencias de la corte de justicia sobre el desastre, el segundo se concentró en el funcionamiento operaciones existentes de la empresa, mientras que un tercer grupo preparó los planes necesarios para el nuevo buque que reemplazaría al Andrea Doria. Con el fin de ahorrar tiempo en la construcción del nuevo buque, se tomó la decisión de adaptar los planos del Andrea Doria en un diseño algo más grande. Sin embargo, se introdujeron tantas innovaciones y características de seguridad en el nuevo buque, que con el tiempo recibió el nombre de Leonardo da Vinci. Las nuevas características de seguridad incluían extensos mamparos estancos, pescantes de botes salvavidas capaces de lanzarlos con una inclinación de 25º, botes salvavidas motorizados, y dos salas de máquinas completamente separadas, cada una capaces de alimentar a sus propias hélices y de suministrar energía a la nave de forma independiente una de la otra. Otras características notables fueron las piscinas climatizadas por rayos infrarrojos (aunque solo en 1.ª clase), estabilizadores retráctiles, aire acondicionado y baño privado en todos los camarotes de 1.ª clase y clase cabina así como en el 80% de las cabinas de clase turista. Además, se tomaron disposiciones para que el buque fuera convertible para propulsarse con energía nuclear. 
La construcción del nuevo buque fue adjudicada a los astilleros Ansaldo de Génova, donde el 7 de diciembre de 1958 fue botado y  bautizado por Carla Gronchi, esposa de Giovanni Gronchi, presidente de la República Italiana. El buque fue entregado durante el primer semestre de 1960. Al igual que el Andrea Doria y el Cristoforo Colombo, el Leonardo da Vinci demostró ser un buque inestable con mal tiempo. El problema se acentuaba por su mayor tamaño, y como resultado 3.000 toneladas métricas de hierro se instalaron a lo largo de su fondo para mejorar la estabilidad. Esto a su vez hizo que el buque fuera demasiado pesado para sus motores y dio lugar a unos gastos de combustible extremadamente elevados.

## Interior
Como resultado de las disposiciones adoptadas para ejecutar la conversión a la propulsión por energía nuclear, el Leonardo da Vinci tenía un diseño interior algo inusual. El espacio reservado para el reactor estaba en el centro del buque, y alrededor de la planta de energía de la turbina de vapor. Debido a esto los comedores y las cocinas se encontraban en una cubierta más alta de lo habitual, separadas del paso de trabajo de la nave principal accesibles a los pasajeros en las cubiertas inferiores fueron completamente separadas entre sí.
Los espacios públicos de la nave fueron elaborados por varios diseñadores italianos, como Vincenzo Mónaco y Amedeo Luccichenti que fueron responsables de la sala de baile y del cóctel bar.

## Exterior
El diseño exterior del Leonardo da Vinci era muy similar al del Andrea Doria y del Cristoforo Colombo. Era sin embargo, 19 m (62,34 pies) más largo, con unas superestructuras de proa y popa más grandes y una chimenea un poco diferente que incluía una aleta deflectora de humo. Además no disponía ningún equipo de manipulación de mercancías en su cubierta trasera, ofreciendo así una mayor área de balneario en comparación con las otras naves. 
Originalmente, la nave tenía una librea (colores) idéntica a las utilizadas en el Andrea Doria y Cristoforo Colombo, con un casco negro con una cinta blanca, delgada y pintada bajo el nombre de proa. En 1966 su librea (como la de todos los buques de Italian Line) fue alterada siguiendo el diseño adoptado en los Michelangelo y Raffaello, con el casco blanco y una cinta verde fina pintada en donde anteriormente terminaba el color negro.

## Historial de servicio
El 30 de junio de 1960, bajo el mando del capitán Armando Pinelli, el Leonardo da Vinci, zarpó en su viaje inaugural de Génova a Nueva York, donde fue agasajado con la tradicional fiesta de bienvenida que se daba a todos los buques de línea que arribaban a la ciudad por primera vez. Poco después de su entrada en servicio, la Italia Line anunció que en 1965, a más tardar el buque sería modernizado para propulsarse a partir de energía nuclear. Sin embargo,  finalmente no sucedería esto, al tiempo que ya era conocido por los ejecutivos de la empresa que en 1965 el Leonardo da Vinci sería reemplazado en el servicio del Atlántico Norte por los nuevos Raffaello y Michelangelo, cuya planificación había comenzado en 1958. 
Después de que el Michelangelo y el Raffaello fueron entregados en mayo y julio de 1965 respectivamente, el Leonardo da Vinci fue utilizado casi exclusivamente para cruceros, en su mayoría en el Mediterráneo y cercanías, con escalas en Palma de Mallorca, Messina, Palermo, Barcelona, Casablanca, Lisboa, Madeira y Las Palmas, pero a veces, también en el Caribe, América del Sur y Norteámerica La mayoría de las cabinas de clase turista fueron consideradas demasiado espartanas para el servicio de cruceros, y por lo tanto no fueron usadas, mientras que el buque fue utilizado para cruceros, reduciemdo aún más la rentabilidad del buque. En 1966 fue repintado con la nueva librea de la Italia Line, un casco blanco con una cinta fina decorativa verde. En febrero de 1970 el barco zarpó para su más exquisito crucero, un viaje de 41 días desde el Mediterráneo a Hawái a través del Canal de Panamá y regreso.
Durante la década de los setenta la competencia de los reactores se hizo más y más apremiante en el servicio del Atlántico Norte. En 1975 la Italia Line decidió retirar tanto los buques Michelangelo y Raffaello del servicio. Sin embargo, a pesar de la retirada de los subvenciones estatales, la línea italiana no se retiró del servicio del Atlántico Norte aún y el Leonardo da Vinci volvió a su ruta original durante un corto período hasta junio de 1976, cuando fue retirado del servicio e inmovilizado. 

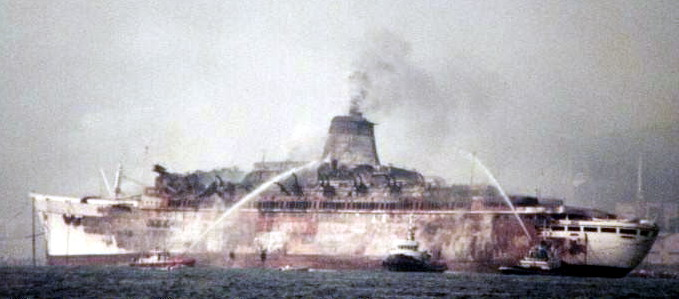
El casco calcinado del Leonardo da Vinci en La Spezia en 1980.

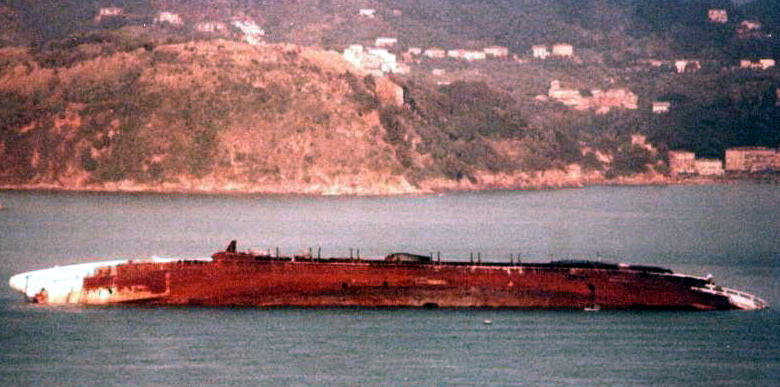
El casco semihundido del Leonardo da Vinci, tras el incendio que puso fin a su carrera.

En 1977, el Leonardo da Vinci volvió a entrar en servicio, esta vez bajo la bandera de Italia Crociere (también conocida como Italia Line Cruises International), una filial de nueva creación de la línea italiana. El buque fue utilizado en cruceros de una noche desde Miami a Nasáu, Bahamas, la responsable de esta nueva empresa fue otra famosa compañía italiana, Costa Line, pero resultó ser demasiado grande y costoso de operar para este tipo de servicio. El 23 de septiembre de 1978, el buque volvió a La Spezia, Italia hasta que se determinara su próximo uso.
A pesar de numerosos rumores la nave nunca volvió a entrar en servicio. Tras estar inmovilizado durante dos años, el 4 de julio de 1980 se desató un misterioso incendio a bordo. La nave ardió durante cuatro días y finalmente volcó. El pontón calcinado fue más tarde enderezado y remolcado con una escora de 70° al desguace en La Spezia, donde fue desmantelado en 1982. Fue comprado por 1 millón de dólares solamente, un precio extremadamente bajo, teniendo en cuenta que estaba asegurado por un valor de 7 millones de dólares.